# Kinderconsument
Stichting De Kinderconsument is een onafhankelijke Nederlandse organisatie die gestart is vanuit het project Jeugd & Internet bij Jantje Beton. 
De Kinderconsument komt op voor kinderen in de mediamaatschappij, en is vooral bekend door haar projecten met betrekking tot veilig internet en het thema 'kinderen & reclame'. Ook houdt de organisatie zich bezig met acties tegen pesten.